# ジャーティ
ジャーティ（梵: Jāti、「出自」・「生まれ」の意）とは、インド亜大陸の地域社会において実際のカースト制度の基礎となる共同体の単位であり、ヒンドゥーの日常生活において現実的に独自の機能を果たす排他的な職業・地縁・血縁的社会集団、階層を示す用語である。
インド社会において、現在でも内婚集団として機能しており、その範囲内における浄性を共有し、水のやり取りや共食、婚姻を許容する集団であり、また、主として男系をたどる職業の継承体でもある。ネパールではインドのジャーティに相当する社会集団をジャートと呼び、ジャーティという言葉は民族という意味で用いられる。

## ジャーティの枠組みと区分
ジャーティの枠組みはヒンディー語で「ジャーティ・プラター」と呼ばれ、バラモン、クシャトリヤ、ヴァイシャ、シュードラより成るヴァルナ（四種姓）、およびその枠組みである「ヴァルナ・ヴィャワスター」とならんで、いわゆるカーストを構成する要素のひとつである。現在でも大多数のヒンドゥーは、不可触民に属する人びとも含め、自分がいずれかひとつのジャーティに帰属しているとの意識をもっている。
4ヴァルナの区分が社会の大枠を示したものであるのに対し、ジャーティの区分はたとえば「壺つくりのジャーティ」、「清掃のジャーティ」、「羊飼いのジャーティ」というように、特定の伝統的な職業や内婚集団によってなされる場合が多く、その数はインド全体で2,000とも3,000ともいわれている。ジャーティとヴァルナの間には、内婚、職業との結合、上下貴賤の関係など共通する性格も認められ、不可触民のジャーティを除いたほとんどすべてのジャーティは同時に4ヴァルナのいずれかに帰属している。

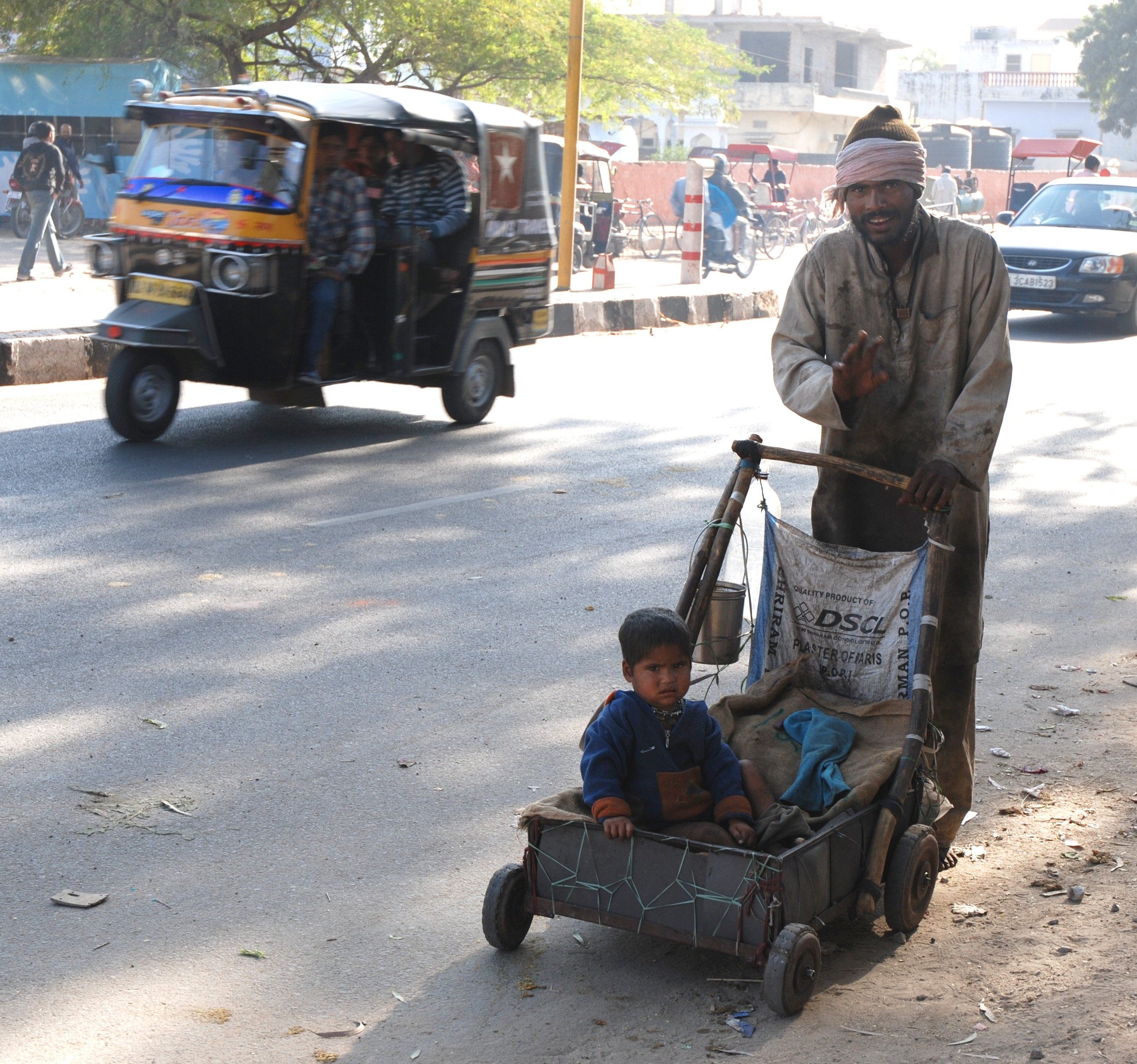
1億人もいるといわれる不可触民（ジャイプールにて）

ジャーティがインドの社会秩序においてどのような地位を占めるかの基準は、人格や専門性などではなく、その職業をおこなうにあたっての接触する物体の浄・不浄の度合いによって決められているとされる。汚物清掃人（バンギ）、洗濯人（ドービー）、皮なめし職人（チャマール）などは、不浄なものに触れやすいとして、特に低い地位におかれている。
ジャーティについては、当初バラモンを中心としたヴァルナの枠組みがあって、後世それが細分化されたものとする見解がある。それに対し、ヴァルナの枠組みが成立していくのと平行して、ジャーティの細分化もまた進行し、あるとき両者が合体してヴァルナ概念により整理され、秩序づけられたのではないかとする見方もある。一方、ヴァルナの枠組みに包摂されない不可触民の存在などに着目し、インドにおいては伝統的に「ジャーティ・プラター」と「ヴァルナ・ヴィャワスター」とは、お互いまったく別のものとして把握されてきたことを強調する立場もある。

## ジャーティの起源

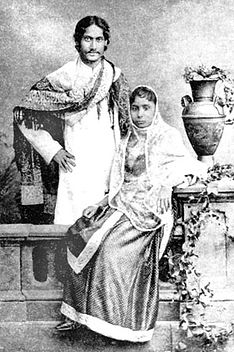
コルカタのバラモンの家に生まれた詩聖ラビンドラナート・タゴール（23歳のとき、1883年撮影）

ジャーティも含めたカースト起源論には、ヴェーダ至上主義・サンスクリット典籍主義、古代家族制度起源論、先住民起源説、職業起源説、人種起源説、宗教起源説などの諸説があるが、これらは互いに排他的な意見ではなく、むしろ多分に相互補完的である。
上述のヴァルナの細分化がジャーティをもたらしたという見解にしたがえば、紀元前1500年頃のアーリア人の北インド侵入にその起源が求められる。すなわち、征服者となったアーリア人がドラヴィダ系の先住民とのあいだの混交を望まず、ヴァルナの枠組みを設け、アーリア系とドラヴィダ系との婚姻を禁じる法律を発したことが端緒となり、そののち、職業差別にもとづく区分がなされて他の階層や下位区分が生じていったというものである。そこでは、人びとの心にある区別好みと複雑化への志向がそれを促し、いくつかの技芸区分が確立し、新しい移住民の絶え間ない流入によっていっそう階級分化が進んだとされる。また、移住のほか、異民族の侵入や宗派・雑婚（ヴァルナ・サンカラ）・慣習などの複合にその原因を求める見解もある。
ジャーティをヴァルナとは別に発生したものとして、その起源を中世に求める見解もある。それによれば、ジャーティとは世襲制をともなった中世的な身分制度であり、一種の氏族制度であるゴートラなど中世社会に特有の諸要素がからみ合って生まれたものとしている。
史料の不足もあって、ジャーティ相互の分業に基礎をおく村落がいつ、どのようにして生まれていったのかは必ずしも明らかではない。そうしたなかで、4世紀から6世紀にかけてのグプタ朝の衰退以降、都市経済が衰え、地域的な自給自足化が進んだ時期に少しずつ形成されていったのではないかという見解も示されている。また、近年では、クラン（氏族組織）や古代サンスクリットにみえる「ジャナ」（部族）がジャーティに変化したことに起源を求め、それはインド社会の変容に対応したものであったという見方が示され、その過程で、食物の生産様式だけでなく摂取にかかわる規制にも変化が生まれ、それらが新たな禁忌を生んで、共食や婚姻の範囲を制限していったのではないかとする所論も展開されている。
なお、在来語としてのジャーティが、「生まれ」という原義から離れて意味内容を拡大し、浄・不浄、共食（ともに食事をすること）、通婚、職業継承の単位となって、さらにそこに多様な慣行を保持する主体としての意味づけがなされるようになったのは比較的新しく、19世紀半ばから20世紀初めにかけてであったろうとする見解がある。

## ジャーティの機能と特質

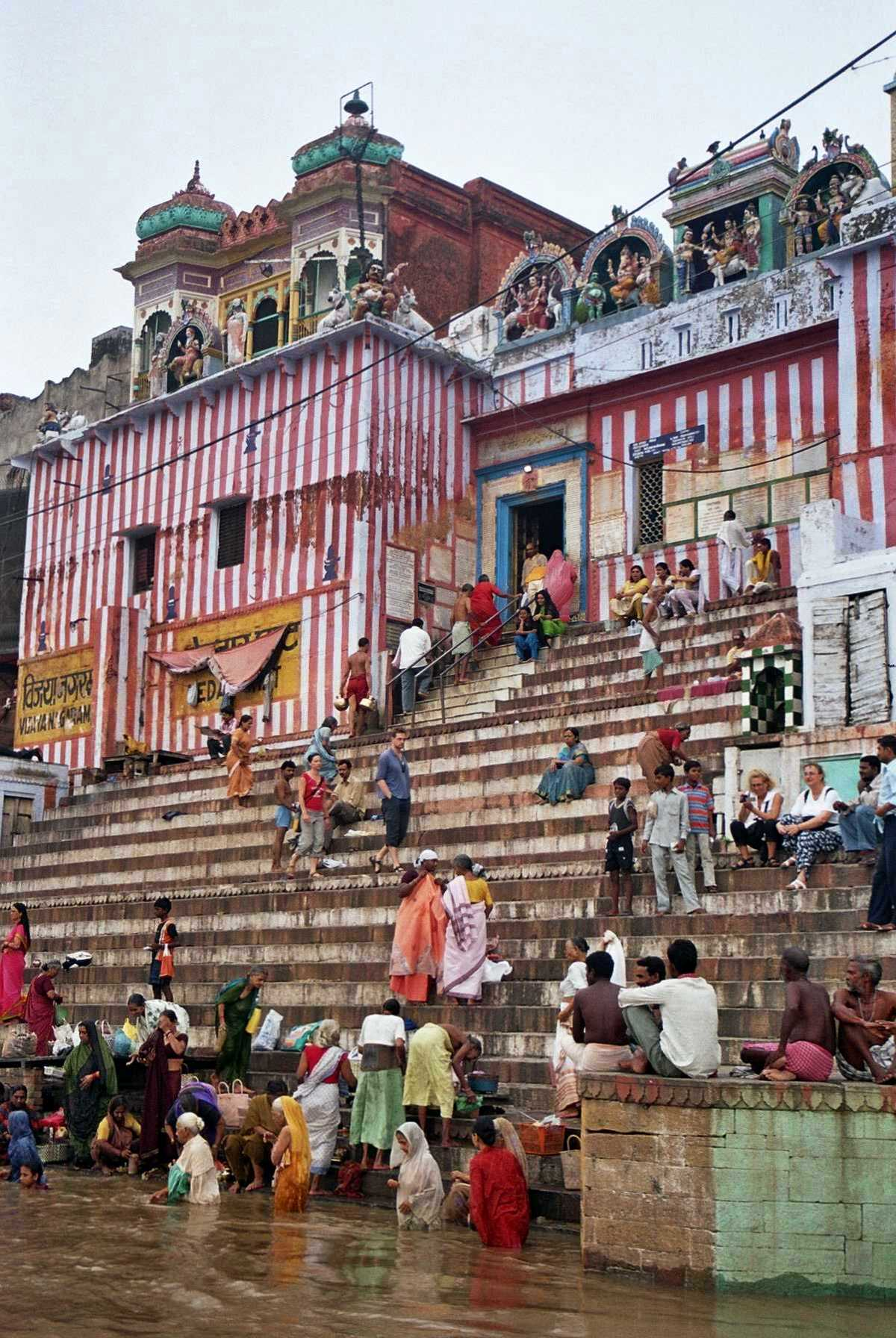
ワーラーナシーにおける沐浴の風景

ジャーティは、以下のような伝統的機能と特質をもってきた集団単位である。
1. ジャーティは「生まれ」によって決定され、ジャーティからの追放をのぞけば一生変更できない。ジャーティの規範を逸脱した場合にはジャーティからの追放が課せられ、それは、インド社会において破滅に等しい意味をもってきた[11]。しかし、それは改宗した場合を除けば永続的ではなく、贖罪の行為や沐浴などの浄化儀礼をなすことを前提にふたたびジャーティにむかえられることが多かった[2][8]。
2. 男女とも同一のジャーティの者と結婚する義務があるとともに、そのなかの特定集団とは結婚できない[11]。とくに、バラモンにおいては「ジャーティ内婚、ゴートラ外婚」が厳守される[2]。ただし、相対的に上位に位置するジャーティの男性と下位の女性が結婚することはおおめにみられることがある[8][13]。
3. ジャーティは世襲的な職業に就くものとされ、ほかのジャーティのものはその職業にはなれないとされてきた。ただし農業だけは、すべてのジャーティに開放された生業である[8][11]。
4. 浄・不浄の観念にもとづいて、ほかのジャーティとの水や食物のやり取り、共食・共飲はきびしく制限される。下位の序列のジャーティに属する人のつくった食べ物を食べることも不浄とされる[2][11]。
5. それぞれのジャーティは、ヒンドゥー教における浄・不浄の観念にもとづいて、バラモン（ブラーフマナ）を頂点とする序列のなかに位置づけられる[11]。

### ジャーティと職業
各ジャーティはしばしば固有の職業をもち、成員はその職業を世襲する。そのため、ジャーティの名には職業にかかわるものが少なくない。たとえば、鍛冶職人のジャーティであるローハールは「鉄」を意味するローハ、陶工のジャーティであるクンバールは「陶器」を意味するクンバをそれぞれ語源としている。ただし、ジャーティと職業の結びつきは固定したものではなく、現実には同一のジャーティに属する者が異なる職業に従事することも少なくない。しかし、最下層に位置する不可触民のジャーティ集団の就業状況をみれば、伝統的な職業に従事している割合はまだかなり高い。
上述のように、農作業はすべてのジャーティに開かれており、したがって、様々なジャーティが様々なかたちで農業に参加する。図式的にいえば、上層は地主として、中層は自作農として、下層は小作農として、最下層は農業労働者としてというようなかたちで参入する。もちろん、村によってその様相は異なる。

### ジャーティと食事

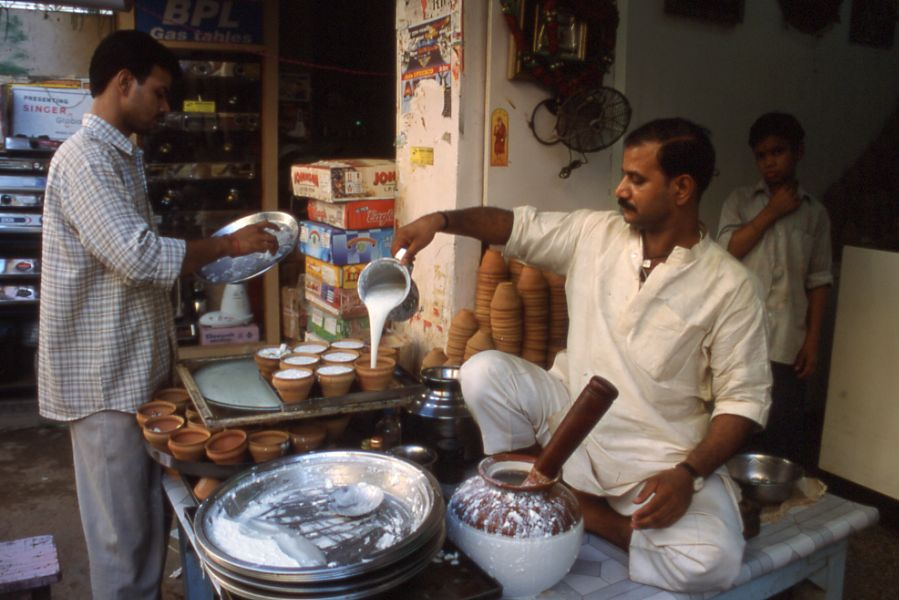
ラッスィーを出す店（ワーラーナシーにて）

ヒンドゥー教徒にとって食事は一種の儀礼でもあって、穢れから食事を守るためには細心の注意が払われる。原則的には異なるジャーティに属する者とともに飲食すること、下位のジャーティに属する者から水や食べ物を受けることは禁じられるが、ジャーティによって、また、地方によって多様であり、つねにこの原則が守られているわけではない。また、他のジャーティからは同等とみなされるジャーティ相互では相手の食物を拒否しあうことが少なくない。ここでは、より高い浄性をたがいに競う心理がはたらいている。
飲食物に関しては、高い階層ほど禁忌とされるものが増え、バラモンのなかには完全な菜食主義を守るジャーティもある。中位・下位は鶏、山羊、魚などの肉を食べるが、牛肉食や豚肉食は一部不可触民ジャーティに限られる。

### ジャーティにおける自治機能
それぞれのジャーティには、上述したように結婚、食事、職業に関する諸慣行が掟として存在しており、違反者に対しては長老会議や成員による集会によって、罰金支払を含むさまざまな制裁が加えられた。ジャーティからの追放もそのひとつであった。一時追放の場合は復帰の手段もあったが、永久追放された場合は他のジャーティから受け入れられることもなく、家族からも見放された。こうした掟は、ジャーティ内の結束と地域社会における地位を保持していくためには遵守される必要があった。その意味で、個人の自由はきびしく制限されたが、他方、ジャーティに帰属して先祖以来の職業に就く限り、最低限の生活保障はなされてもいた。その意味では、個人あってのジャーティではなく、ジャーティあっての個人であった。

### ジャーティ間の分業体制
インドの伝統的な地域社会にあっては、一般に1つの村に10から30程度のジャーティ集団があり、ジャーティ間の分業体制が成り立ってきた。たとえば、農村において職人は、必要とする村の成員にサービスを提供する代価として、かつては村で収穫される穀物の一定割合を受けとっていた事例がある。こうしたジャーティ間の相互関係を、北インドではジャジマーニー制と呼称している。しかし、近年では村全体でかかえこむようなスタイルでのジャジマーニー制は姿を消している。
営農上または生活上のすべての必要を村のなかだけでまかなうとすれば、35から40という多数のジャーティを必要とする。村は決して孤立してきたのではなく、村内でまかなえない仕事があれば、人びとは他の村々のジャーティに依頼して農と生活の営みをつづけてきたのである。

### ジャーティ機能の流動性
歴史的には、前近代のヒンドゥー教改革運動において、新教派やジャーティの連合が確立されようとするとき、人びとがそれまでの紐帯を断ち切って、新集団に帰属していることを互いに確認するため、共食や通婚が求められた事実が確認されている。そこでは、ジャーティ・プラターの枠組みは否定しないまでも、その許容範疇の組み替えが希求されたこととなる。
また、19世紀の北インド内陸部においては、穢れをこうむる怖れから、海外渡航に対する強い忌避感が存在していた。しかし、イギリスへの留学が帰国後、弁護士や高等文官など栄達へ結びつくことが一般に知られると、浄化や贖罪の便法が急速に普及し、やがて禁忌とはされなくなった。浄・不浄観念も決して不変のものではなかったのである。

## ジャーティを支えてきた諸要因

### 社会経済的要因
ジャーティにおける慣行と序列はインド社会を停滞化・膠着化させた元凶といわれ、封鎖的で独善的な諸傾向を助長し、愛郷心や愛国心の発達を疎外したと指摘されることが多い。しかしこの制度は、前近代における経済発展の一定段階においては生産力を向上させ、それを保持していくのに効果があった。また、特殊技能を高度で精緻な段階に引きあげる役割を果たし、自給自足経済に呼応した安定性も有していた。このように、為政者にとって都合のよいものだったため、ヒンドゥー王国の支配者のみならずムガル帝国などのイスラーム政権もこれを温存し、その上に君臨するという手法を採用した。後述するように、それはイギリス帝国も同様だったのである。

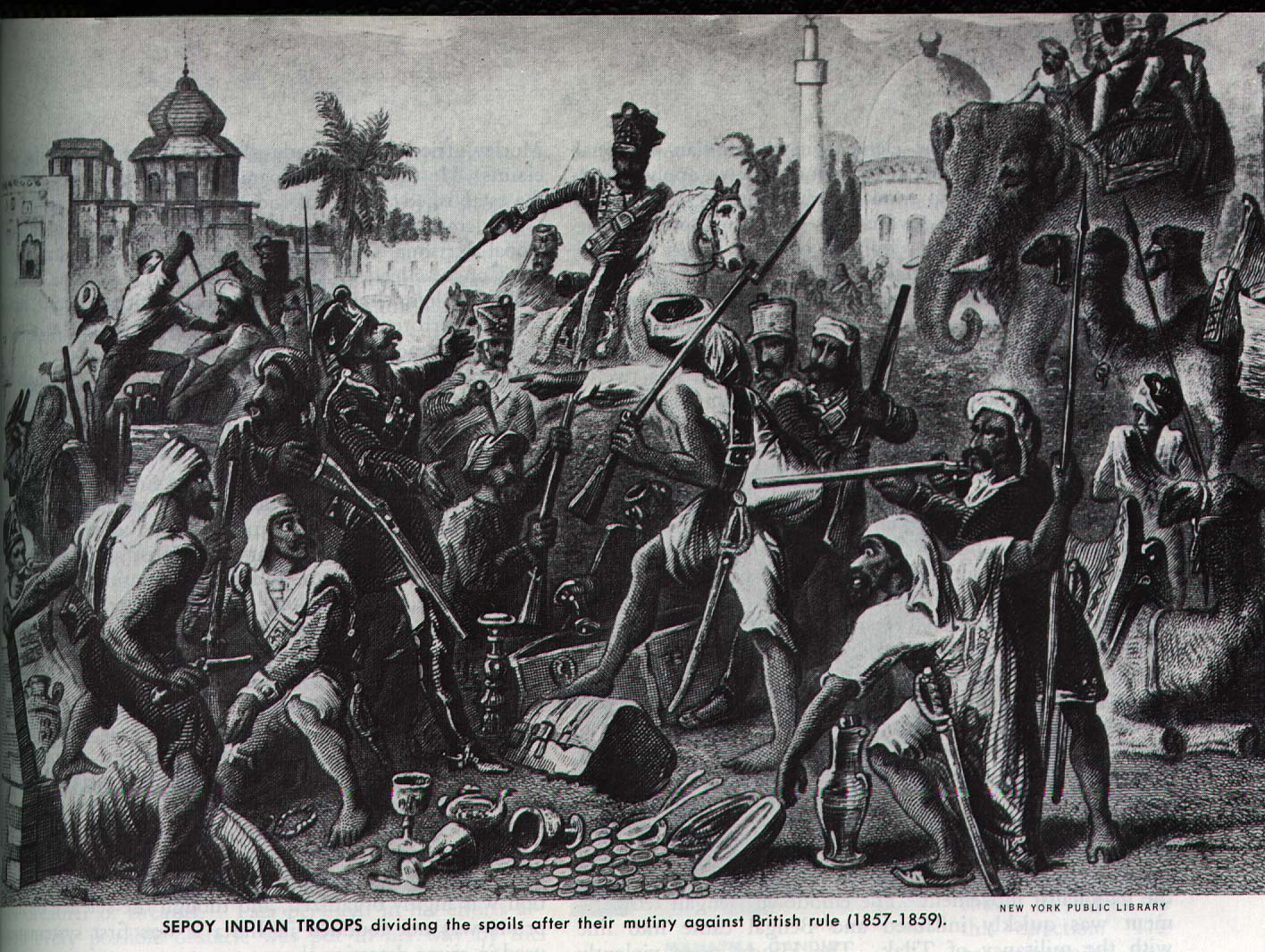
インド大反乱（1857年-1859年）のイラスト

一方、上述したように、ジャーティが自治的機能を有する共同体であり、個人の最低限の生活を保障する役割を果たしてきたため、被支配者であった民衆もまたこれを維持しようとしてきた側面がある。各ジャーティがもつネットワークは、婚姻を通じて拡大し、それぞれの文化や生活、習慣の遵守によって強化され、今日でもジャーティ内部の争いの調停、就職支援、病人・貧困者に対する扶助などもそのなかでおこなわれている。個々人におけるジャーティへの強力な帰属意識は、相互に直接の血縁関係はなくても「大家族」の原理をそのまま拡大したに等しいものであった。インド大反乱の契機がスィパーヒーの使用する銃の薬莢に牛脂・豚脂が塗られているという噂から発生した背景には、禁忌を犯してジャーティから排除されることはインド社会では破滅であり、生きるすべを失ってしまうという事情が介在していた。

### 倫理宗教的要因
倫理的ないし宗教的要因としては、ヒンドゥー教における浄・不浄観念と業・輪廻思想があげられる。
浄・不浄の思想はいずれの宗教においてもみられるものであるが、ヒンドゥー教のもとでこの思想は極度に発達し、そこでは、物理的な不浄不潔と精神的価値とが混在してみられる。それぞれの職業や慣行は浄・不浄の観点から評価され、バラモンを最高位とする序列がなされている。それぞれのジャーティがもつ不浄性は集団的なものであると同時に、いずれのジャーティもそれぞれにふさわしい浄性を保たなければならないとされてきた。そうしなければ、みずからが属するジャーティのインド社会における序列の低下をまねいてしまう。すなわち、ヒンドゥーにおける独自の浄・不浄観念は、インド社会をジャーティに分割する原理になっているとともに、その集合体から成る社会の秩序原理ともなってきたのである。
また、ヒンドゥー教徒は、霊魂が前世になした行為（業）によって縛られ、さまざまな姿となって生まれ変わて現世を規定すると信じてきた。これが輪廻の思想であるが、同時に現世の自分の階層や職業に没頭することで来世の幸福が約束されることでもあり、この思考の枠組みによれば、下の階層はバラモンなど上位の階層に尽くすことこそが、自らを救済する道となる。こうした徹底した宿命観が、浄・不浄の観念と相まってヴァルナおよびジャーティの枠組みを支えてきたといえる。
なお、浄・不浄観念でカーストをとらえようとした先駆者のひとりにフランスの社会学者L.デュモンがいる。デュモンは、浄をバラモンが、不浄を不可触民が体現するという両極を設定し、政治権力や経済力は両極をゆるがさないとの論を唱えた。異論もあったが、反響もまたきわめて大きいものであった。ただし、ジャーティをふくむカースト機能論には、近年、浄・不浄のイデオロギーではなく、吉・凶イデオロギーを重視する立場や、支配・従属関係を基本軸とする王権論でとらえようとする立場も生まれている。

## ジャーティの序列

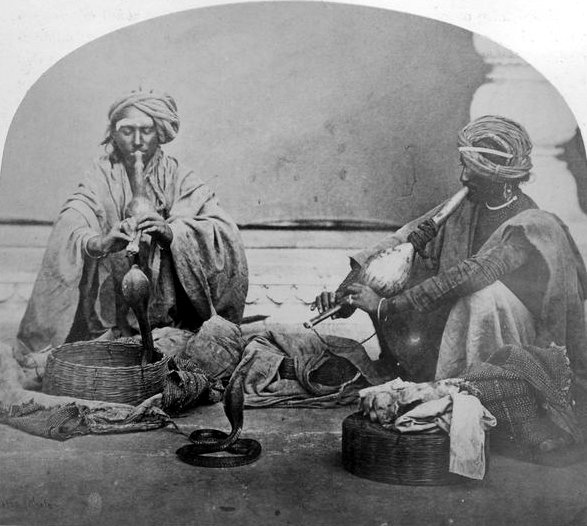
蛇使いを生業とする漂泊民ジャーティ「ジョーギー」（19世紀後半、デリー）

ジャーティ相互には上述した村落内での分業関係のほか、上下関係も存在する。それは通常、バラモンを最上位とし不可触民を最下位とする儀礼的な序列である。この上下関係には地域差もあり、職人ジャーティなど中間ジャーティの上下関係は曖昧な場合も少なくない。たとえば散髪人の序列は北インドではきわめて低く、一般に不可触民に位置づけられるのに対し、南インドではそれよりも上位に位置することが多い。隣りあう村でさえ、序列が微妙に異なることすらある。
ジャーティが序列化され、階層をなしていることについては、4ヴァルナがバラモンを頂点に階層化されていることの延長ないしは類推によって理解しようとする場合が少なくない。しかし、同一ヴァルナに帰属するとされるジャーティ間相互の序列は、それでは、うまく説明がつかない。また、浄・不浄観念を上下関係の基準におくとする考えもある。しかし、それでは不可触民とそれ以外については説明できても、地域社会全体における上下関係のすべてを説明しきれるものではない。
また、各ジャーティのヴァルナ帰属も歴史的にみれば必ずしも絶対不変だったわけでもなかったのである。

### 序列化推進の要因
歴史的変遷のなかで序列化、階層化が生じるのはインド社会にかぎられない。しかし、インドでは階層化されたヴァルナの枠組みと雑婚にかかわる規定がすでに存在し、そこには浄・不浄観念が織り込まれていたため、階層化や上下関係を説明する際に、これらが容易に参照されていたことも事実である。
ただし、それが社会的に広く共有されるにあたっては別の力が作用した。それは、植民地時代以前にあっては在地の王権であり、植民地化されてのちはイギリス領インド帝国の権力であった。とくに後者は、序列化の調停役を果たし、国勢調査報告者や地誌はジャーティの序列にしばしば言及し、司法（裁判所）は、序列の証明となる慣行を登録して、随時裁可を与えていたのである。序列化を広く社会的に押しひろげていく要因のひとつには植民地支配があった。

### 序列競争

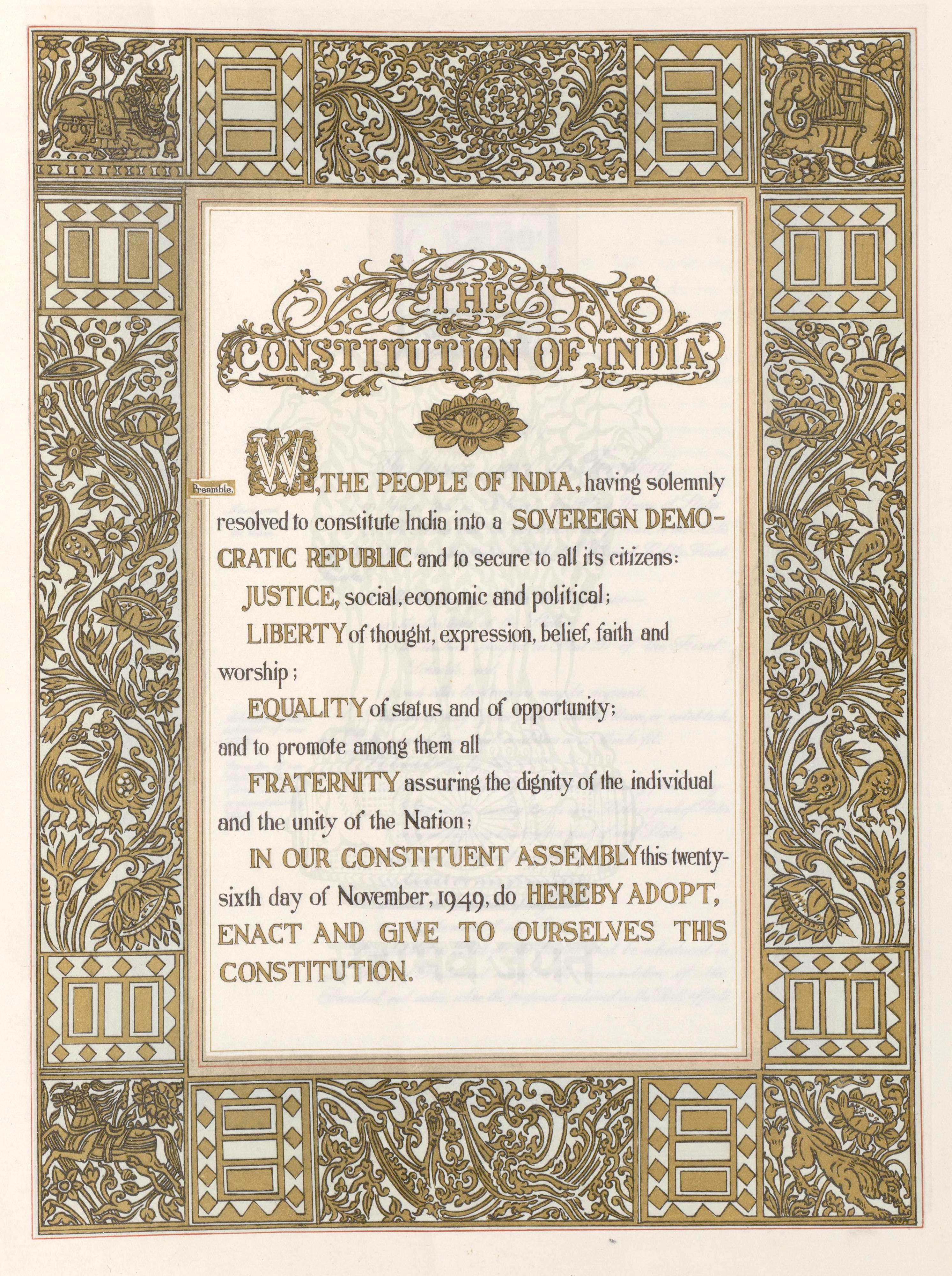
1950年制定のインド憲法ではカースト差別は禁止された

元来、バラモンと不可触民の両極端をのぞけば、各ジャーティ間の序列をきめる絶対的な基準があったわけではなく、あくまでも相対的なものである。したがって、序列の近接するジャーティ相互では、その上下をしぶしぶ認め合っているケースも少なくない。そこでは、相手よりも序列の順位をあげようと機会をうかがう姿勢が顕著にみられる。イギリスからの独立運動に際してはヴァルナやジャーティの枠を超えた連帯があり、独立後のインド国勢調査では、指定された不可触民とトライブを除いて人口統計はとられなくなり、ジャーティの位階についても言及されなくなった。序列を社会的に表明する環境にも変化が生じたのであり、ジャーティ間の序列競争がみられるようになってきた。
あるジャーティが序列における順位を向上させるためには、経済力の上昇や政治的地位の向上だけでは不充分であり、序列の頂点を占めると自他ともにみとめるバラモンの生活様式を模倣して、これまでの生活をより浄性の高い方向に変更することが求められる。具体的には、より頻繁に祭式をバラモンに執り行ってもらうこと、肉食をやめて菜食に変えること、禁酒などである。こうしたかたちでの序列上昇をめざす動きは「サンスクリット化」と呼ばれている。これは、一人ひとりや個々の家族がめざしても効果がなく、村の同じジャーティに属する全家族、全構成員が実行できなければ地位の向上にはつながらない。上昇の単位は個人ではなく、あくまでもジャーティなのである。「サンスクリット化」の一方では、近年の経済発展にともなう職業構造の変化によって経済力も生活様式も低落し、最下層への編入が余儀なくされつつあるジャーティもみられる。

## ジャーティの変容

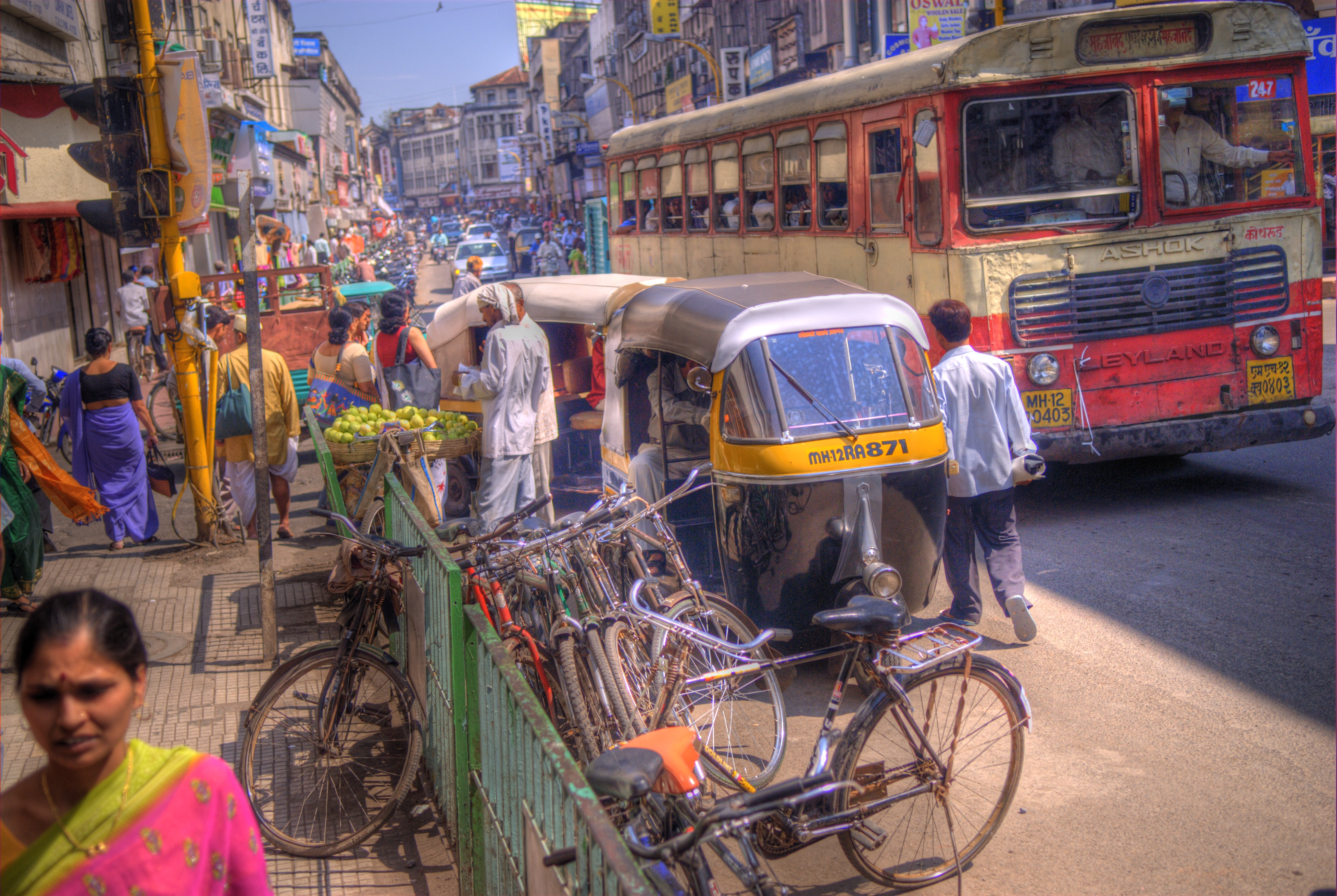
プネー（マハーラーシュトラ州）のラクシュミー通り

1970年代以降の都市化、近代化、産業化の急速な進展は、職業選択の自由の拡大をもたらし、近代的な工場はさまざまなジャーティによって担われている。
固定した世襲的職業の継承というジャーティの機能のひとつは、ここでは成り立たなくなってきている。都市におけるさまざまな飲食店では、だれがつくったか分からない料理を食べることになる。共食についても、このような状況下では従来の規制を遵守することは難しい。鉄道やバスなどの公共輸送における混雑も同様で、他のジャーティとの皮膚の接触は浄・不浄観念からすれば避けるべき禁忌であったが、そうも言ってはいられない状況にある。
近代化や都市化の影響は農村にもおしよせ、ジャーティの伝統的職業に大きな影響をあたえている。
伝統的な報酬に代わり貨幣の支払いが求められるようになり、陶工たちは工場製の陶磁器やプラスチック製品の普及により職業転換をせまられ、金銀細工師に属するジャーティも村からの需要にたよっていたものが、村人が町の金銀細工師に注文するようになって自転車修理などへの転業を余儀なくされた。石鹸の普及によって、洗濯が家事のひとつとなった結果、洗濯人ジャーティは注文をほとんど失い、その多くは農業労働者となった。反対に、従来、不浄で賤しい仕事とされてきた洗濯業に至上の浄性をもつはずであったバラモンが進出した例がある。それは、ドライクリーニングの登場によってであった。技術革新が伝統的な浄・不浄観念を変えてしまった例といえる。
このように現実のインド社会では、ジャーティ集団と伝統的職業の関係はかなり稀薄になってきている。その一方で、従来の序列関係は必ずしも政治経済的な上下関係とも一致しない。南インドにおいては、反バラモン運動（Anti-Brahminism）によって、中位の集団が政治的・経済的に上昇した例があり、村落社会において不可触民のあるジャーティ集団が最大を占める村では、その不可触民ジャーティから村長が選出される例さえあった。
このような動きに対し、上述した序列競争とくに「サンスクリット化」や選挙制度の導入の結果、ジャーティによる統合がかえって強まり、各種規制（菜食、禁酒、寡婦再婚禁止など）の強化が広がるという逆行現象も生じており、複雑な様相を呈している。
独立後のインド憲法では、カースト差別を禁止し、留保制など不可触民や部落民の社会的・経済的向上を図るための特別の保護政策がとられるなど、立法と行政の力による社会改革が試みられている。ジャーティの枠組みはかつてのような機能を果たさなくなってきているが、近代的司法制度や福祉政策が社会のすみずみにまで行きわたっていない状況にあっては、村落を中心に依然根強い影響力をもち続けているのである。